# Índex de Jaccard
L'índex de Jaccard és una mesura de semblança entre dues particions d'objectes (per exemple, entre les categories resultants d'aplicar dos métodes de categorització).

## Definició
Sigui un conjunt de {\displaystyle n} objectes {\displaystyle O=\{o_{1},\ldots ,o_{n}\}}, i dues particions {\displaystyle \Pi =\{\pi _{1},\ldots ,\pi _{r}\}} i {\displaystyle \Pi '=\{\pi '_{1},\ldots ,\pi '_{r}\}} del conjunt d'objectes.
Aleshores, si definim 
r': correspon al nombre de parells (a,b) on a i b es troben en un mateix grup tant a la partició {\displaystyle \Pi } com a la partició {\displaystyle \Pi '}.
s: correspon al nombre de parells (a,b) on a i b es troben en un mateix grup de {\displaystyle \Pi } però no de {\displaystyle \Pi '}.
t: correspon al nombre de parells (a,b) on a i b es troben en grups diferents de {\displaystyle \Pi } però en canvi es troben en el mateix grup de {\displaystyle \Pi '}.
l'índex de Jaccard correspon al quocient: 
{\displaystyle {\frac {r}{r+s+t}}}